# Bat Hefer
Bat Hefer (en בַּת חֵפֶר) est une communauté israélienne située dans la plaine de Sharon. Localisée à l'est de Netanya, voisine des kibboutzim Bahan et Yad Hana (en), la communauté fait partie du conseil régional d'Emek Hefer. En 2022 la localité compte une population de 5 209 habitants.